# Erzwäsche

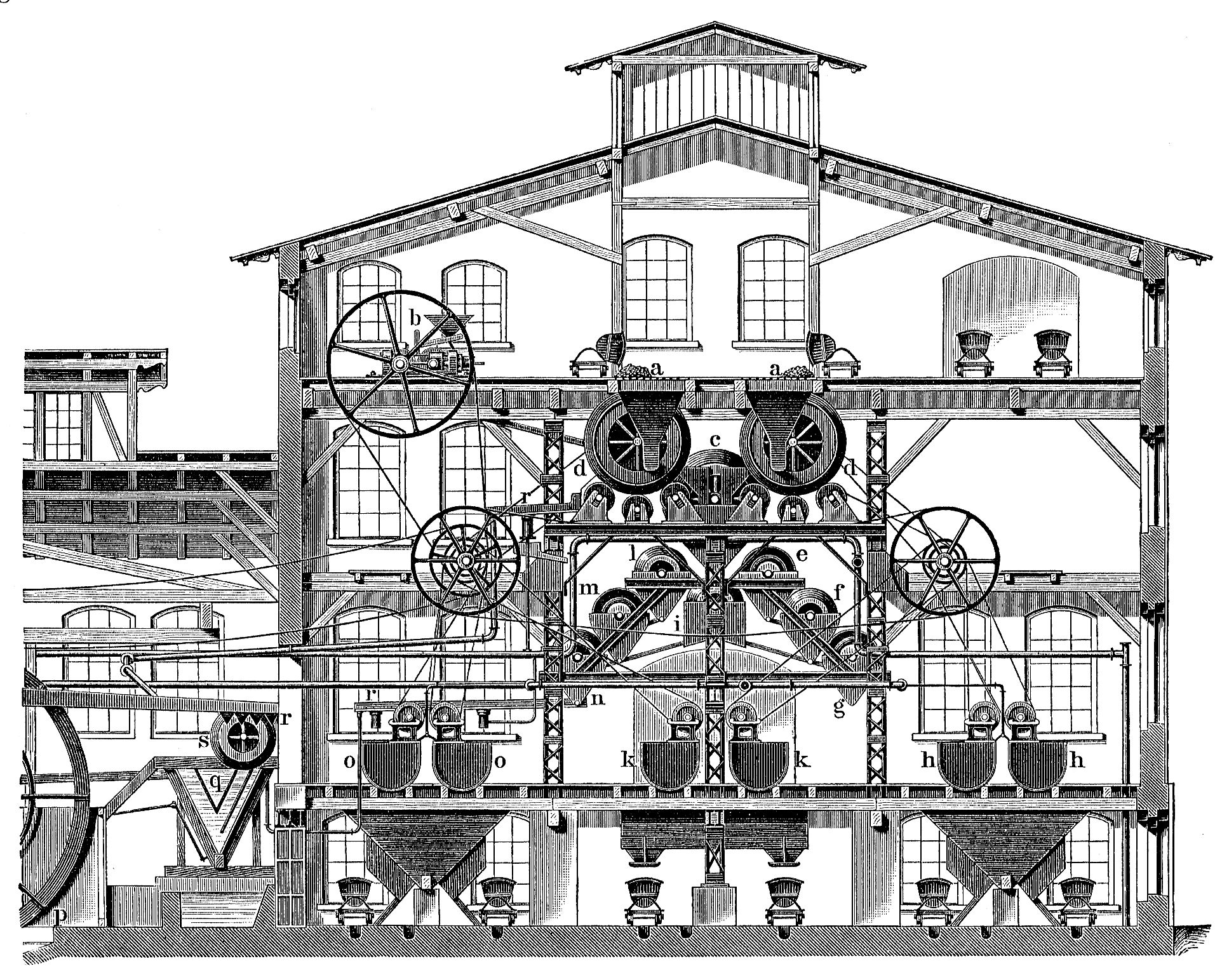
Gesamtanordnung einer Erzwäsche im Industriezeitalter

Die Erzwäsche diente der Säuberung und Aufbereitung als Vorstufe zum Verhütten des gewonnenen Erzes.
Auf alten Gruben, die noch keine maschinell betriebene Erzaufbereitung kannten, geschah die Trennung des Erzes vom Berg, also dem minderwertigen Geröll, im Wippkasten. Über einer gemauerten, mit Wasser gefüllten Grube war ein eiserner Kübel aufgehängt und wurde durch die auf einem langen Hebel sitzenden Arbeiter auf und ab gewippt, wobei das auf einem vertikal-beweglichen Sieb eingeschüttete Erz grob vorgereinigt wurde.
Später setzte man den nach dem Prinzip der Wasserverdrängung ähnlich arbeitenden, jetzt dampfbetriebenen Setzkasten ein. Davon waren auf der Wäsche 4 Maschinen hintereinander aufgestellt. Nachdem sie den geräuschvollen Steinbrecher passiert hatten, wurden die Erzbrocken in einer mit verschiedenen Lochmaßen ausgestatteten Trommel nach Größe sortiert; die größten landeten im Pochwerk zum Zerstoßen auf einer festen Eisenunterlage. Eine weitere wichtige Maschine war der Tisch, eine (der Töpferscheibe ähnlich) langsam rotierende Platte, von etwa 2,5 m Durchmesser. Darüber waren an einem Kreuzgestänge aus Balken oder Rohren Tücher angebracht, die durch Berieselungsrohre ständig nass zu halten waren. Die groben Tücher befreiten durch ständiges Wischen und Schleifen die Erze von Schmutz und Schlamm. Unbrauchbare Stücke wurden durch flinke Hände, meist von Lesejungen oder Frauen, ausgelesen. Was vom Tisch herabfiel, wanderte im gemauerten Graben mit dem träge dahin fließenden Trüb dem Schlammteich zu, während Brauchbares unterwegs noch aufgesammelt wurde.

## Weblink
- Meyers Großes Konversations-Lexikon 1905 mit Zeichnungen